# Dick Cathcart
Charles Richard "Dick" Cathcart (Michigan City, 6 november 1924 - Woodland Hills, Los Angeles, 8 november 1993) was een Amerikaanse jazz-trompettist in de dixieland-jazz. Ook acteerde hij in enkele films.
Cathcart speelde in de bands van Ray McKinley, Ray Noble, Ben Pollack, Bob Crosby en Alvino Rey. Ook was hij na de oorlog enkele jaren studiomuzikant voor MGM. In de jaren vijftig werkte hij als muzikaal directeur en acteur voor zijn vriend, de acteur en regisseur Jack Webb. Hij speelde mee in een aflevering van de televisieserie Dragnet en in 1955 speelde hij de kornettist in de film "Pete Kelly's Blues". Ook nam hij platen op met de groep Pete Kelly's Big 7, een band met onder meer George Van Eps en Nick Fatool. In de periode 1962-1968 was hij lid van het orkest van Lawrence Welk, waarmee hij ook optrad in de televisieserie The Lawrence Welk Show. Als zanger trad hij op met het kwintet van Curt Ramsey. Na zijn tijd bij Welk speelde hij tot zijn overlijden in verschillende dixielandbands.
Cathcart heeft meegespeeld op opnames van onder meer Billy May, Judy Garland ("The Letter" met het orkest van Gordon Jenkins), Bing Crosby & Louis Armstrong, Ray Conniff, Bud Freeman, June Christy, Harry James, Dean Martin, Peggy Lee en Hoagy Carmichael.

## Discografie
- Bix MCMLIX, Warner Bros., 1959

Pete Kelly's Big 7:
- The Dixie Style of Pete Kelly's Big 7 (7" EP), Capitol, 1956

## Filmografie (selectie)
- Battle Stations, 1956
- -30- (regie: Jack Webb), 1959
- The Last Time I Saw Archie (regie: Webb), 1961

- Bibliothèque nationale de France: cb14025713m (data)
- International Standard Name Identifier: 0000 0000 4066 4486
- Library of Congress Control Number: n2005033147
- MusicBrainz: bf01dc9b-ac19-45f9-b9b1-846cfa86444f
- SNAC: w6hk0d3n
- Virtual International Authority File: 29731629
- WorldCat: E39PBJwd9VFbH36QvxjtB3R3Qq